# Pastoralmacht
Pastoralmacht ist ein Konzept zur Untersuchung von Machtbeziehungen, das auf den französischen Philosophen Michel Foucault zurückgeht.
Nach Foucault bezeichnet Pastoralmacht eine christlich-religiöse Machttechnik, in deren Mittelpunkt die Führung der Individuen in Hinblick auf ein jenseitiges Heil steht. Dabei geht es um eine „Regierung der Seelen“, wie sie sich in der Beziehung von Hirte (lateinisch Pastor) und Herde finden lässt. Zentrale Techniken der Pastoralmacht sind das Aufspüren einer „inneren Wahrheit“ mittels Beichte und die Instanz des reinen Gehorsams.
Die Funktion der Pastoralmacht besteht in der Beförderung einer Subjektwerdung (Subjektivierung). Dies führt zu einer Unterwerfung („Subjektivation“ von lat. sub-iacere) des Einzelnen unter die vorherrschende „politische Vernunft“. 
Mit der Herausbildung moderner Staaten verlor Pastoralmacht ihre kirchliche Funktion und wurde stattdessen als Bio-Macht fortgeführt. Dabei konnten Institutionen wie die Familie und die Psychiatrie, aber auch das Bildungswesen oder die Arbeitgeber für pastorale Funktionen mobilisiert werden.
Michel Foucault wollte seine Buchreihe Sexualität und Wahrheit mit einem Band zur „Herausbildung der Doktrin und der Pastoral des Fleisches“ abschließen. Die Pastoralmacht wird hier zentral behandelt. Dieser vierte Band mit dem Titel Die Geständnisse des Fleisches wurde aufgrund einer testamentarischen Verfügung erst 2018 (und damit postum) veröffentlicht.

## Pastoralmacht in der geschichtlichen Entwicklung
Mit der Hervorhebung des Prinzips des Erkenne dich selbst wurde nach Foucault der Aufstieg des Christentums zu einer herrschaftlichen Religion möglich. Die antike Form der Selbstkultur, ausgedrückt in dem Anspruch einer Sorge um sich (‚Selbstsorge‘), rückte in den Hintergrund.
Im christlichen Mittelalter vollzogen sich die Subjektivierungstechniken in Form von Leitung und Kontrolle.
Die Pastoralmacht wurde zu Beginn des 19. Jahrhunderts im Zuge der Kasernierungen (Gefängnisse, Militärkasernen, Schulen, Fabriken) durch nichtkirchliche Institutionen übernommen und insbesondere im Gefolge der Herausbildung der Humanwissenschaften, vor allem der Psychologie und Psychoanalyse „säkularisiert“ und veränderte sich im Laufe des 20. Jahrhunderts zu einer neuen Machtkonfiguration, welche Foucault „Biomacht“ nennt. „In gewisser Hinsicht kann man den modernen Staat als eine Individualisierungs-Matrix oder eine neue Form der Pastoralmacht ansehen.“
Der moderne, sich säkularisierende Staat fungiert mit Hilfe des Pastoratsgedankens als „eine verwickelte Kombination von Individualisierungstechniken“.
Mit der Transformation der Regierungsziele bildeten sich auch äußerst heterogene Regierungskünste aus, die in der neoliberalen Gouvernementalität das individuelle Interesse mit dem staatlichen Interesse in eins setzen. Damit wird die dichotome Trennung zwischen Staat und Individuum zugunsten des ‚zivilgesellschaftlich fähigen Bürgers' aufgehoben. Dieser ist Hirte seiner selbst – also sich selbst gegenüber rechenschaftspflichtig und verantwortlich für das Erlangen seiner individuell gesetzten Ziele und Zufriedenheit. Er wird außerdem über die Ansprache und Anrufung einer individuellen Sorge gesellschaftlich integriert. Sich selbst als politisches Subjekt zu erkennen, an gesellschaftlichen Prozessen zu partizipieren und Verantwortung, nicht nur für das individuelle Wohlergehen, sondern auch für die soziale Ordnung zu übernehmen, steht innerhalb der politischen Ordnung des Neoliberalismus, die auf den Zerfall der Integrationsfähigkeit des traditionellen kapitalistischen Wirtschafts- und Sozialsystems antwortet. Gleichwohl ist in der neoliberalen Gouvernementalität der Wille zum Regieren nicht obsolet geworden, vielmehr ist das Subjekt selbst Objekt des Regierens, aber nun in der Form, dass es sich selbst zum Gegenstand und Mittel der Regierungspraxis macht:
Das Interesse als Bewußtsein jedes einzelnen Individuums, das mit den übrigen die Bevölkerung bildet, und das Interesse der Bevölkerung – ganz gleich, was die individuellen Interessen und Bestrebungen derer, aus denen sie sich zusammensetzt, sein mögen – sind Zielscheibe und das Hauptinstrument der Regierung der Bevölkerung.
Foucault legt Wert auf den Unterschied zu antiken Techniken der Selbstsorge. Während in der Antike der Meister, der Pädagoge, zur Wahrheit führte, konnte im Christentum das Individuum die Wahrheit nur in sich entdecken: „das Christentum koppelt die Psychagogik von der Pädagogik ab und fordert von der psychagogisierten und geführten Seele, dass sie eine Wahrheit sagt, die nur sie sagen kann, die nur sie besitzt und die zwar nicht das einzige, aber eines der fundamentalen Elemente jener Operation ist, durch die seine Seinesweise verändert werden wird; und genau darin besteht dann das christliche Geständnis.“

## Rezeption
Pastoralmacht ist ein zentraler Begriff in der Theologie von Hans-Joachim Sander.